# France Sodja
France Sodja ali Franc Sodja, Frančišek Sodja, slovenski rimskokatoliški duhovnik, lazarist, pesnik in pisatelj, * 31. avgust 1914, Bohinjska Bistrica, † 15. julij 2007, Toronto.

## Življenjepis
Rodil se je v posestniški družini očetu Janezu in materi Mariji (rojena Žvan). Sodja je študiral teologijo na ljubljanski Teološki fakulteti, stopil med lazariste in bil 1941 posvečen. Leta 1945 je bil obsojen in nato pet let v zaporu, nato je emigriral v Toronto in od tam 1966 v Argentino, kjer je bil vodja misijonskega zavoda in nato predstojnik Misijonišča Friderika Ireneja Barage v Buenos Airesu, kjer je bil tudi član Slovenske kulturne akcije. Leta 1982 se je vrnil v Toronto.

## Literarno delo
Sodja je že v Buenos Airesu v Meddobju in Duhovnem življenju objavljal pesmi, prozo in nabožne spise. Napisal je spomine na zaporniška leta in jih 1961 objavil pod naslovom Pred vrati pekla. Pisateljsko pa se je uveljavil z življenjepisno pripovedjo Pisma mrtvemu bratu (Buenos Aires, 1987; ponatis Celovec, 1991).